# Sylvia Pandolfi Elliman
Sylvia Pandolfi Elliman (Illinois, 1937) es una gestora cultural estadounidense que viajó a México y se naturalizó mexicana.

## Formación académica
Es licenciada en Ciencias Políticas por la Universidad de Chicago, posteriormente cursó la Maestría en Escultura en México. Estudió también sobre la organización e instalación de museos de arte en ciudades como Nueva York, París y Londres.

## Ámbito laboral
De 1984 a 1998 fue directora del Museo de Arte Carrillo Gil, época donde formó parte del Miembro del Movimiento Feminista Mexicano. Al salir del Museo de Arte Carrillo Gil fue directora general de Artes Plásticas en la UNAM, donde gestionó la colección del Museo Universitario de Arte y Ciencias (MUCA), que hoy en día es la colección del Museo Universitario de Arte Contemporáneo (MUAC).
Otros cargos que ha tenido ha sido directora del Centro Cultural Coyoacán, directora de la colección y Museos Biblioteca Pape en Monclova, fue integrante del Consejo de Administración de la Comisión Internacional de los Museos de Arte Moderno, así como miembro del ICOM.
En 2000 fue directora del Museo Amparo en Puebla,y ese mismo año recibió por parte del gobierno francés la medalla de la Orden Nacional de las Artes y las Letras por su larga carrera en el arte y los museos.

## Proyectos destacados
De 1984 a 1998 fue directora del Museo Carrillo Gil en la Ciudad de México, durante su dirección se expusieron artistas como Lili Engel, Amelia Peláez, Felipe Ehrenberg, Joseph Beuys, Alejandro Prieto Posada, Jordi Boldo, Joan Duran, Perla Krauze,  Masafumi Hasumi, Jorge Du Ban,  Patricia Soriano, Joan Miró,  Wolfgan Paalen, Ryuichi Yamabi, Gabriel Macotela, Silvia Gruner,  Fernando García Correa, Miguel Chevalier, Patricia Londen, Tomás Emde y otros.
Inauguró celebraciones importantes como los 90 años y el centenario de las migraciones japonesas a México, los 150 años de la fotografía en México, conmemorada con la exposición: Nacho López. Fotorreportero en los años Cincuenta.
En 1992 se celebró la I Bienal Nacional de Pintura, en 1993 fue el Encuentro Internacional de arte textil en miniatura. Durante su gestión en el Museo de Arte Carrillo Gil, se dio el Primer Simposio Mexicano Centroamericano de Investigación sobre la Mujer en el que Sylvia también participó como una de las curadoras, además de Alaíde Foppa y Raquel Tibol, dentro de este Simposio participaron escultoras, grabadoras, tejedoras, fotógrafas y ceramistas.Posteriormente en su dirección en el Museo de Amparo, Puebla, se dio el I Encuentro Estatal de Arte Contemporáneo donde participó como jurado, al igual que en la Cuarta Bienal de Puebla en 2003.